# Edwards Gardens

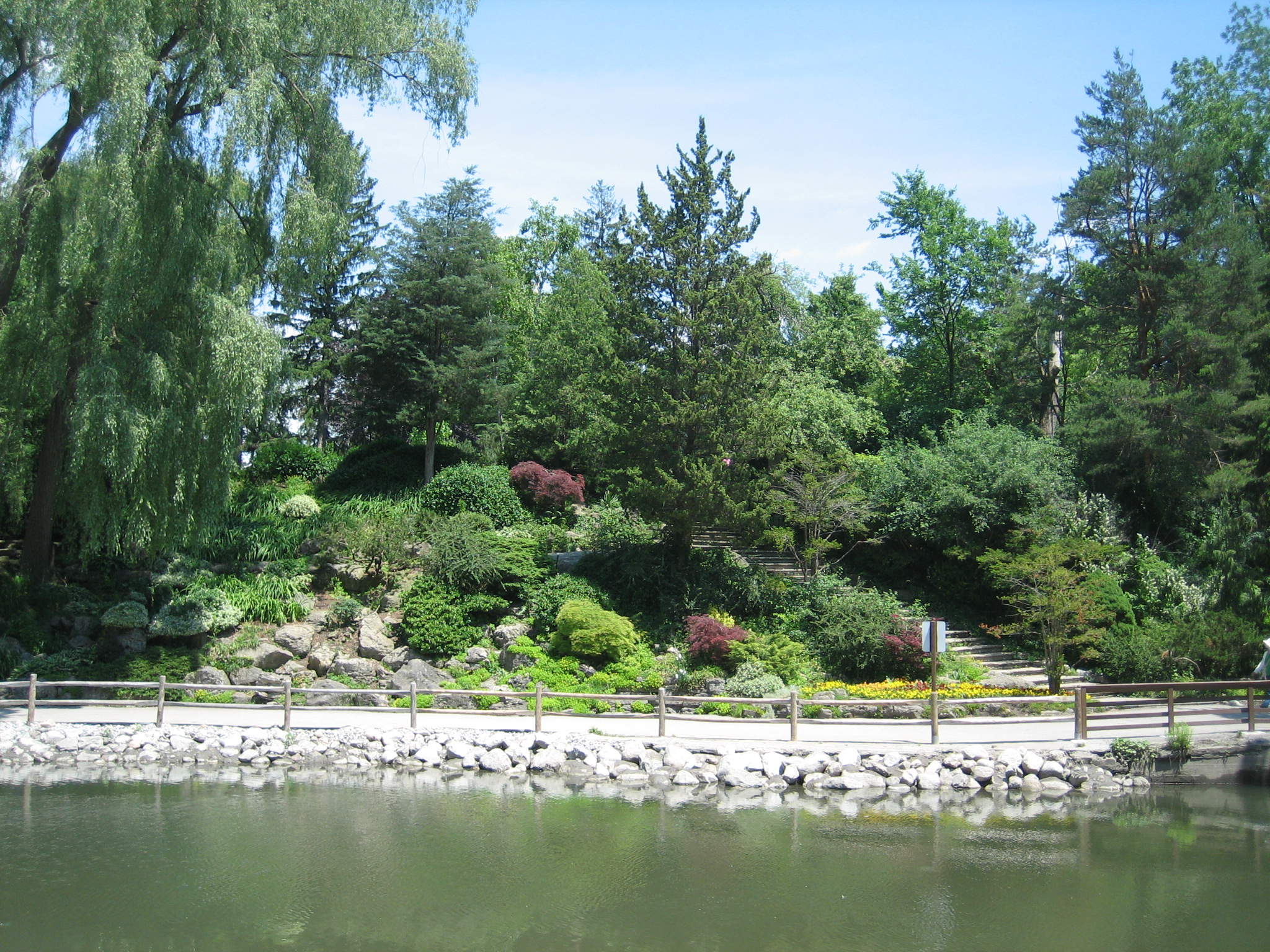
Edwards Gardens

Edwards Gardens est un jardin botanique de la ville de Toronto, en Ontario, au Canada.
Suivant l’exemple de quelques autres jardins botaniques, Edwards Gardens mettent l’accent sur les décorations florales et l’organisation des évènements, moins chers que les collections vivantes. Cependant, les jardins botaniques de renommée mondiale considèrent les collections vivantes comme un élément important de la conservation, car leur importance ne fait que s’accroître alors que de plus en plus d’espèces sont menacées par le changement climatique et par la perte de l’habitat due à l’expansion humaine.